# Organisation territoriale de la Belgique

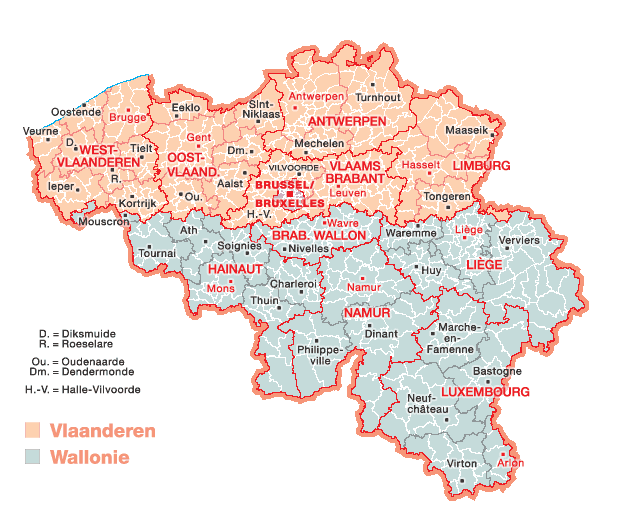
Carte de la Belgique, de ses districts et de ses principales villes.

L’organisation territoriale de la Belgique est complexe car l'article premier de la Constitution belge énonce que les collectivités fédérées en Belgique sont de deux types : les Communautés et les Régions. La caractéristique principale du fédéralisme belge est que ces deux types de collectivités fédérées exercent leurs compétences concomitamment sur un même territoire. Cette disposition inédite est issue d'un compromis entre les Flamands qui souhaitaient créer des communautés et les Wallons qui réclamaient quant à eux la création de régions.

## Communautés
Les communautés belges sont au nombre de trois : la Communauté française, la Communauté flamande et la Communauté germanophone.
Leur compétence couvrent l'enseignement, la culture, la politique de santé et d'aide aux personnes et, sauf à Bruxelles, l'emploi des langues.

## Régions et leurs subdivisions
Créée par l'article premier de la Constitution belge, la Belgique comprend trois régions : la région flamande, la région wallonne, et la région de Bruxelles-Capitale.
Elles disposent d'une autonomie étendue en particulier dans les domaines de l'économie, de l'emploi, de l'aménagement du territoire, de l'agriculture, des travaux publics, du logement, du tourisme, de l'énergie, de l'environnement, des voies navigables, des eaux et forêts, de la tutelle sur les pouvoirs subordonnés, de la politique familiale, des handicapés, du troisième âge, etc.

### Provinces
Les provinces sont des divisions des régions. La région wallonne et la région flamande sont divisées en 10 provinces, chacune en comprenant 5, tandis que la région de Bruxelles-Capitale n'en comporte pas.
Les provinces sont subdivisées en arrondissements administratifs.

### Arrondissements

#### Arrondissements administratifs
Il y a 43 arrondissements administratifs en Belgique. La région de Bruxelles-Capitale comporte un seul arrondissement ainsi que la Province du Brabant Wallon.

#### Arrondissements judiciaires
Il y a 12 arrondissements judiciaires en Belgique. Ces arrondissements coïncident avec les limites territoriales des dix provinces, à l'exception de la province de Liège qui comprend à l'est un arrondissement germanophone et l'arrondissement judiciaire de Bruxelles qui comprend Bruxelles-Capitale mais comprend également l'arrondissement administratif de Hal-Vilvorde. En effet seul l'arrondissement électoral de Bruxelles-Hal-Vilvorde a été scindé en 2012. L'arrondissement administratif de Bruxelles avait déjà quant à lui été scindé en 1963.

#### Arrondissements électoraux
Le Parlement wallon est le seul parlement belge qui utilise encore des circonscriptions basées sur arrondissements. La Chambre des représentants et le Parlement flamand ont fusionné leurs circonscriptions avec les provinces. Depuis janvier 2018, le Parlement wallon compte 11 circonscriptions électorales.

### Communes
De 1983 à 2018, il y avait 308 communes en Flandre, 262 communes en Wallonie et 19 communes à Bruxelles-Capitale, soit 589 communes au total.
Depuis le 1er janvier 2019, il y a 300 communes en Flandre, 262 communes en Wallonie et 19 communes à Bruxelles-Capitale, soit 581 communes au total.

## Compléments